# Большой Венихручей
Большой Венихручей, Каменный — ручей в России, протекает по территории Сумпосадского сельского поселения Беломорского района Республики Карелии. Длина ручья — 10 км.
Ручей берёт начало из болота Верхний Мяндогорский Мох на высоте выше 20,3 м над уровнем моря и далее течёт преимущественно по заболоченной местности.
Ручей в общей сложности имеет шесть малых притоков суммарной длиной 9,5 км.
Устье реки находится на Поморском берегу Онежской губы Белого моря.
Населённые пункты на ручье отсутствуют.
Код объекта в государственном водном реестре — 02020001412202000007324.